# Black Dragon Society
La Black Dragon Society è correntemente un gruppo di ecoterroristi immaginari della DC Comics originariamente introdotti nel n. 12 di All Star Comics del 1942 come sabotatori giapponesi.

## Storia
La Black Dragon Society fu basata su una vera organizzazione omonima della Seconda guerra mondiale. Però, questa società non era sinistra come la sua controparte dei fumetti.
Tre diverse compagnie dei fumetti ebbero la Black Dragon Society come nemica negli anni quaranta, la National Comics (DC Comics), la Fawcett Comics e la Quality Comics. Cosa interessante, la DC assorbì le altre due compagnie, così tutte le diverse incarnazioni della Society furono di loro proprietà. All Star Comics n. 12 ebbe "The Black Dragon Menace" in cui un cercio di spie giapponesi chiamati Black Dragon Society of Japan rubarono otto invenzioni americane ed i loro inventori.

### Justice Battalion
Alla Justice Battalion fu dato ordine di ritrovare le otto armi giapponesi, e di sopraffare gli agenti della Black Dragon Society che aveva orchestrato il furto. Starman prese un enorme dirigibile che agì da vettore di volo per i velivoli che ospitava. La Society, leale all'imperatore del Giappone, intendeva utilizzare tali aerei per un attacco sul suolo statunitense, ma Starman riuscì ad impedirlo. A causa della goffaggine di Johnny Thunder l'intera Battalion fu trasportata al quartier generale statunitense della Black Dragon Society e, dopo un veloce scontro e una chiamata all'armata americana, la minaccia rappresentata dalla Society cessò di essere.

### Altre battaglie
Come organizzazione anti-americana, la Black Dragon Society combatté anche contro Minute-Man nelle pagine di Master Comics n. 21, Black Condor in Crack Comics n. 28, Sniper in Military Comics n. 24, e Johnny Everyman nelle pagine di Comic Cavalcade n. 10 durante la Seconda Guerra mondiale.

### Dragon King
Dragon King era un genio nazionale giapponese che si staccò dalla Society agli inizi. Se ne andò e fondò una sua propria squadra. Correntemente, comparve per la prima volta in Stars and S.T.R.I.P.E. n. 1. Fu Dragon King, combinando l'occulto e la super scienza, a creare il campo di forza che protesse le nazioni dell'Asse dalle operazioni super umane degli Alleati. Per riuscirvi, combinò, non si sa come, i poteri della Lancia del Destino con quelle del Santo Graal. Ad un certo punto, dopo la guerra, sviluppò un siero dell'immortalità che lo trasformò in un rettile umanoide.

### Dragoni moderni
La versione moderna della Black Dragon Society comparve sulle pagine di Power Company n. 1. Questa versione era composta di fanatici ecoterroristri fanatici che intendevano far terminare l'esportazione di petrolio in occidente. Presero in ostaggio l'intero Ministero Esecutivo del Petrolio, e uccisero tutta la sicurezza e lo staff di supporto. Una super squadra conosciuta come la Power Company entrò in azione e fermò la Society prima che i suoi membri uccidessero tutti gli ostaggi.
Tuttavia, alla fine della storia, venne fuori che era tutta una messa in scena per fare pubblicità alla Power Company. La Black Dragon Society della scena, non era altro che un gruppo di attori mascherati. Se la pubblicità fosse basata su un fatto realmente accaduto, e se la Power Company sconfisse realmente la Black Dragon Society, non è chiaro.